# Універсальна алгебра
Універсальна алгебра (іноді її називають загальною алгеброю) — це галузь математики, яка вивчає самі алгебраїчні структури, а не приклади («моделі») алгебраїчних структур. Наприклад, замість того, щоб розглядати окремі групи як об’єкт дослідження, в універсальній алгебрі об’єктом дослідження виступає клас груп.